# Pfarrkirche St. Peter und Paul (Küssnacht)
Die katholische Pfarrkirche St. Peter und Paul in Küssnacht im Kanton Schwyz ist eine barocke Hallenkirche.

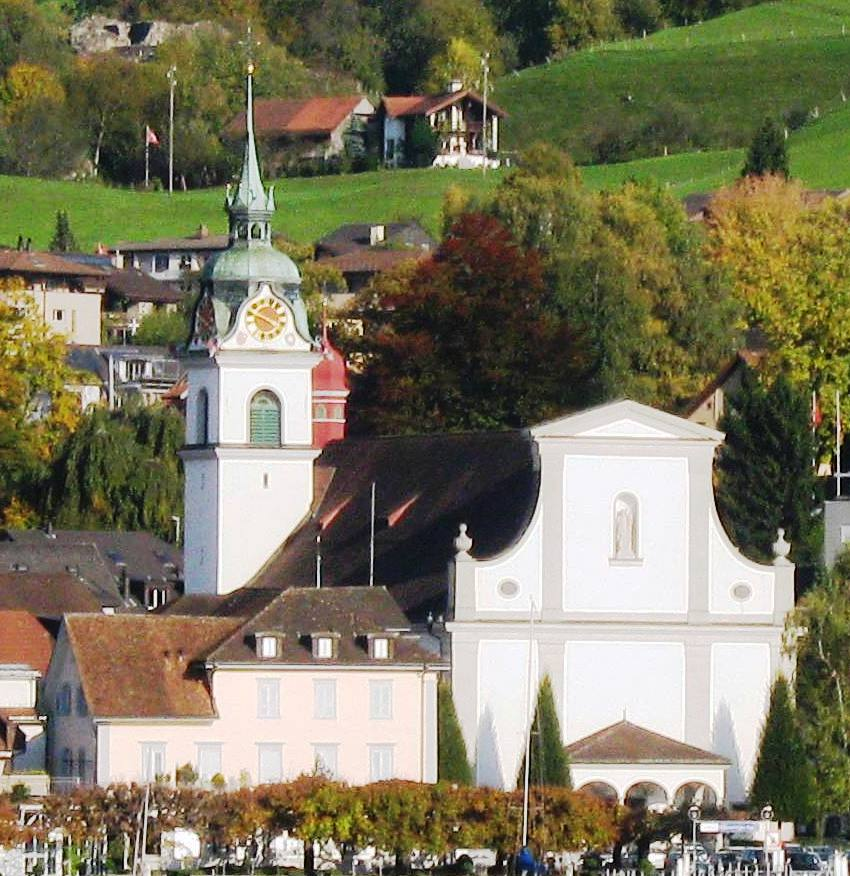
Die Küssnachter Pfarrkirche

## Baugeschichte

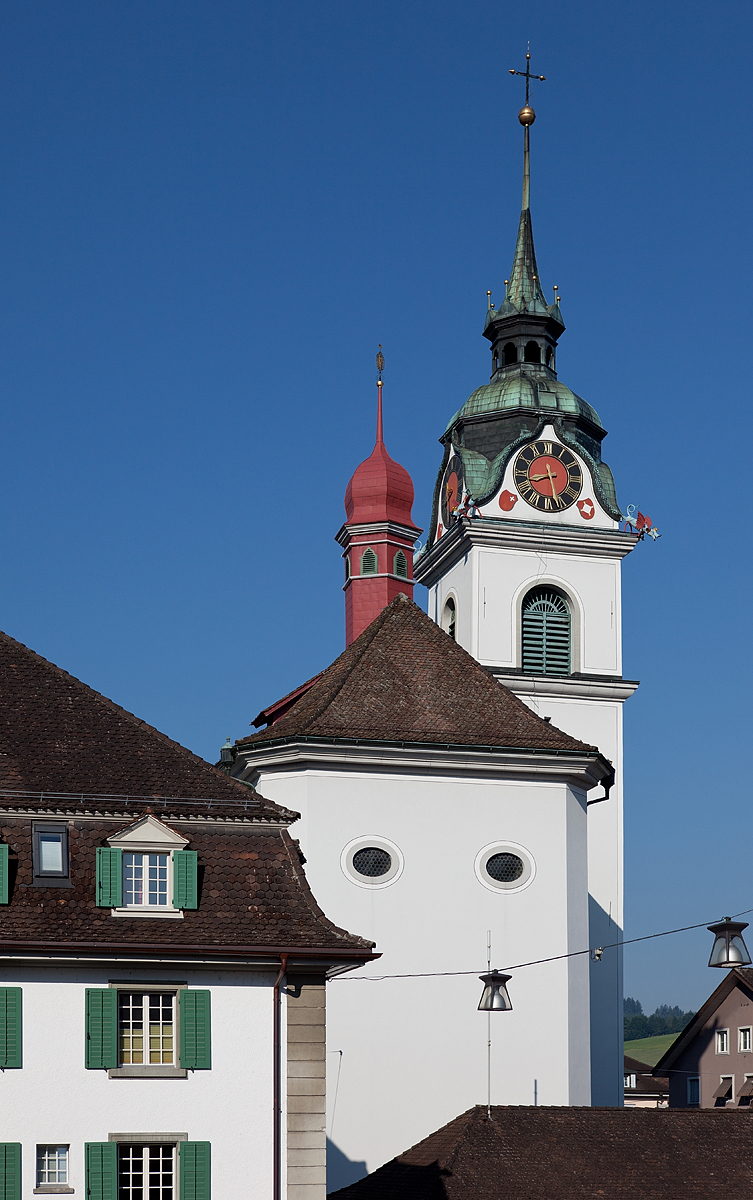
Blick auf den Kirchturm

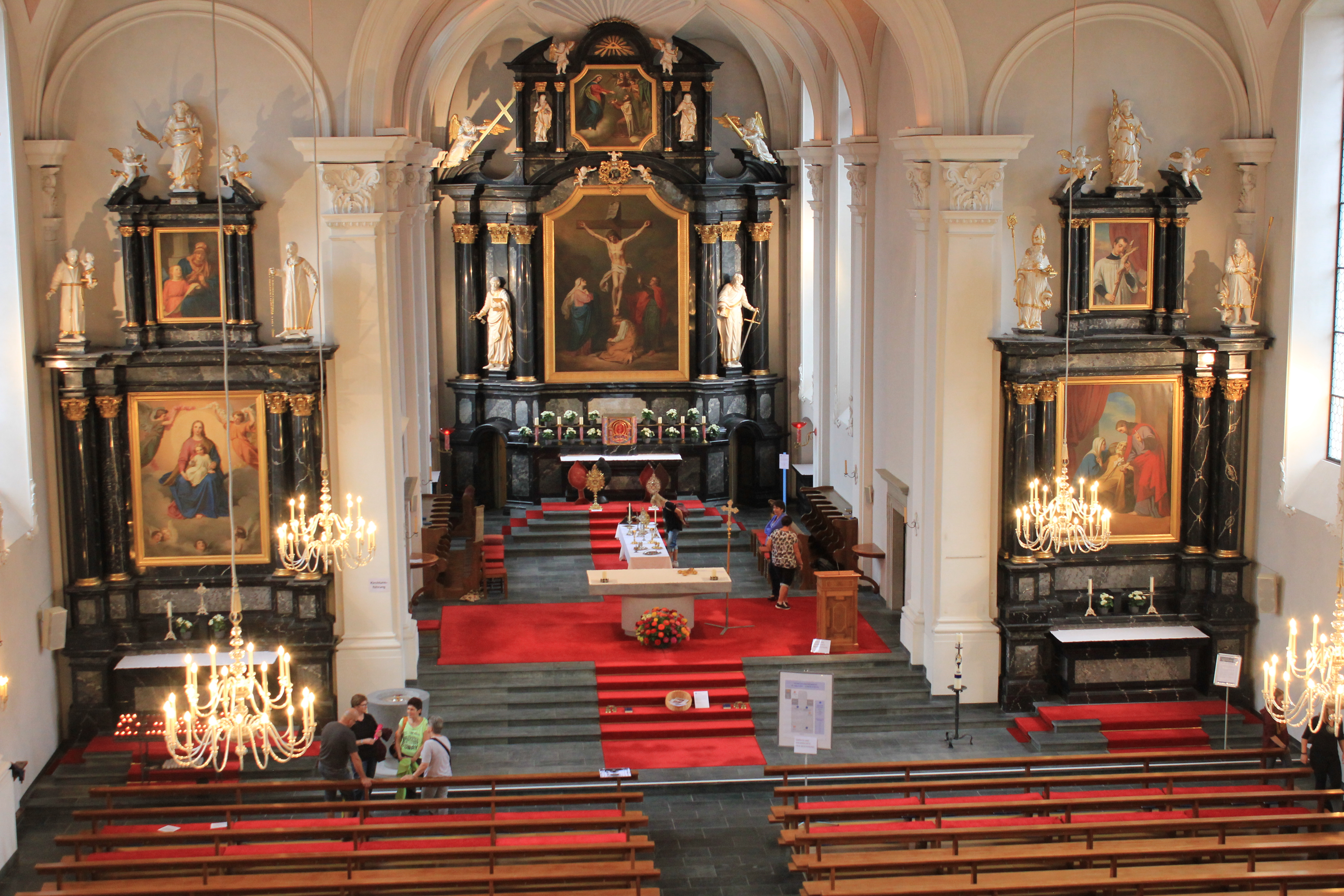
Chor und Seitenaltäre

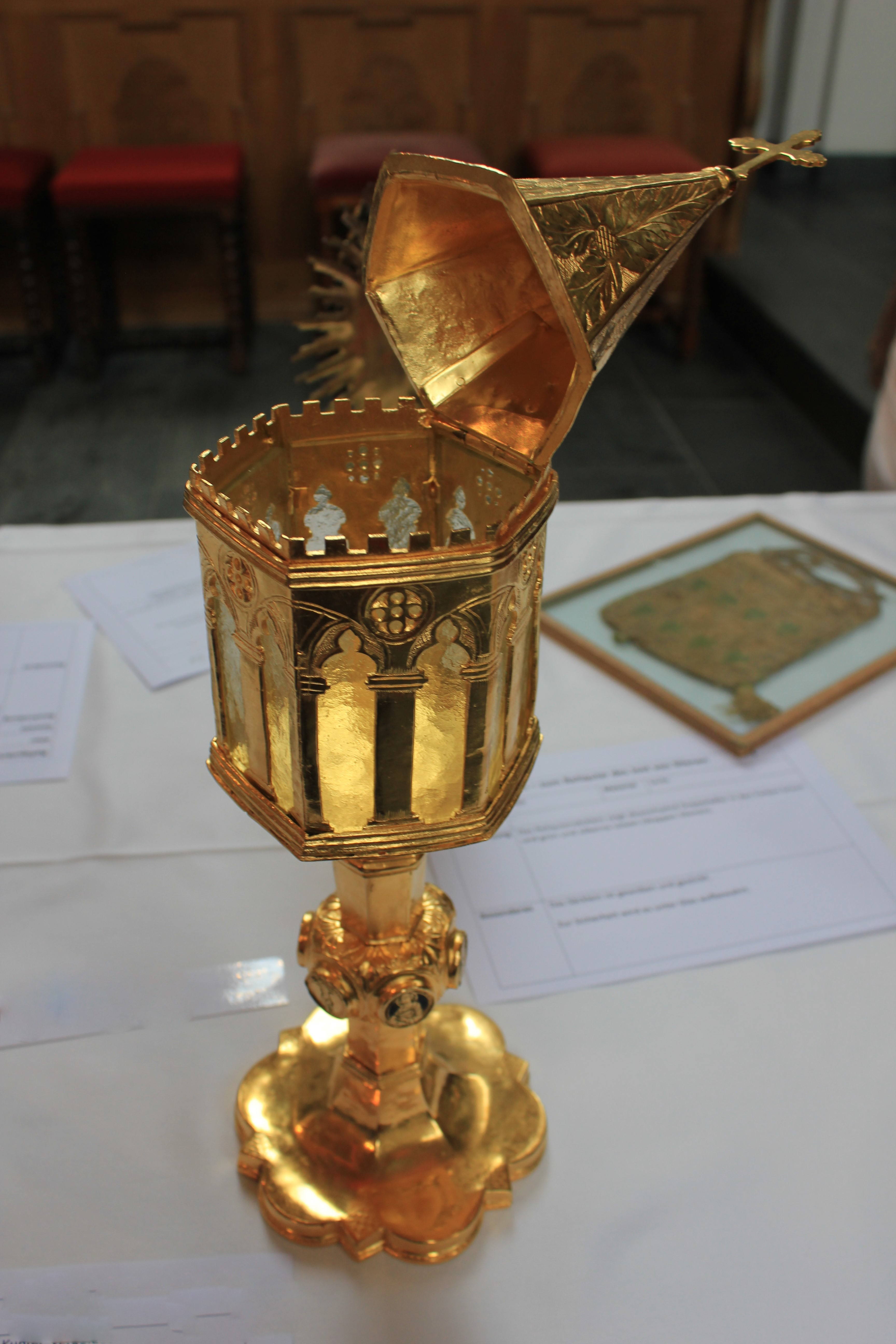
Ostensorium für Reliquien, entstanden um 1300

### Romanische und gotische Kirche
1036 wurde erstmals ein Gotteshaus in Küssnacht urkundlich erwähnt. Es handelte sich damals um eine romanische Kirche mit einem halbrunden Chor. Die Reste einer Apsis, die bei einem Neubau gefunden wurden, haben sich erhalten und sind heute als «Unterkirche» durch einen Eingang für Gruppen zugänglich. 
Die romanische Kirche wurde während ihres langen Bestehens mehrmals verändert. Beispielsweise wurde der halbrunde Chor durch einen längeren Chor in Fortsetzung des rechteckigen Kirchenschiffs ersetzt. Irgendwann vor 1488/89 wurde dem Gebäude ein Glockenturm angefügt.
In diesen Jahren wurde eine neue, gotische Kirche erbaut. Sie war schmäler als der spätromanische Bau, jedoch gegen den See hin um sechs Meter verlängert.

### Barocke Kirche
Der heutige Kirchenbau nach Plänen von Pater Marquard Imfeld datiert von 1708 bis 1710. Er wurde auf den Fundamenten der romanischen und gotischen Kirche errichtet. Der Turm wurde übernommen, jedoch erhöht und mit einem Barockhelm versehen. Die drei Stuckaltäre stammen aus dem Jahr 1712, die Kanzel von 1786/87. Das Bild im Hochaltar wurde 1865 von Melchior Paul von Deschwanden geschaffen. Im hinteren rechten Bereich des Kirchenschiffs wird eine spätgotische Kreuzigungsgruppe aus dem 15. Jahrhundert präsentiert.
Der Friedhof befand sich bis 1907 direkt bei der Pfarrkirche am See. Aus sanitären und räumlichen Gründen wurde er damals auf die Grosskreuzmatte am Ortseingang verlegt.
1962 gab es Pläne für den Bau einer zweiten Kirche aus Platzgründen. Die Kirchgemeinde entschied sich allerdings für den Umbau der Barockkirche mit einem Anbau. Die dreischiffige Pfeilerhalle wurde zwischen 1963 und 1965 um acht Meter gegen den See hin verlängert. Für den Anbau musste das Portal abgetragen und im gleichen Stil wieder aufgebaut werden. Unter der neuen Orgel wurde eine Empore eingebaut. 1990 wurde die Kirche aussen sowie 1997 innen renoviert.
Die Orgel mit 37 Registern wurde 1965 von Orgelbau Graf erbaut und 2007 mit einem neuen Spieltisch versehen.

## Kirchenschatz
Ein Ostensorium aus der Zeit um 1300 ist das älteste Objekt im Kirchenschatz der Pfarrei. Es diente als Behälter für Reliquien oder Hostien, die darin hinter Glas aufbewahrt und zur Schau gestellt werden konnten. 
Auch ein Reliquiar des Jost von Silenen von 1489 wird im Kirchenschatz verwahrt. Er war im 15. Jahrhundert Bischof von Sitten und schenkte der Kirche seines Geburts- und Taufortes ein mit Figuren geschmücktes Reliquienkästchen. 